# ملعب يو جي إيسوين
ملعب يو جي إيسوين (بالإنجليزية: U. J. Esuene Stadium)‏ هو ملعب متعدد الأغراض يقع في مدينة كالابار، نيجيريا تم إفتتاحه سنة 1977 ويتسع لـ 16.000 متفرج.